# Yūsuke Kawakita
Yūsuke Kawakita (japanisch 川北 裕介 Kawakita Yūsuke; * 13. Mai 1978 in der Präfektur Osaka) ist ein ehemaliger japanischer Fußballspieler.

## Karriere
Kawakita erlernte das Fußballspielen in der Schulmannschaft der Seifu High School und der Universitätsmannschaft der Kansai-Universität. Seinen ersten Vertrag unterschrieb er 2001 bei den Ventforet Kofu. Der Verein spielte in der zweithöchsten Liga des Landes, der J2 League. Für den Verein absolvierte er 22 Ligaspiele. 2003 wechselte er zum Drittligisten Otsuka Pharmaceutical (heute: Tokushima Vortis). 2003 wurde er mit dem Verein Meister der Japan Football League und stieg in die J2 League auf. Für den Verein absolvierte er 39 Ligaspiele. 2006 wechselte er zum Ligakonkurrenten Ehime FC. Für den Verein absolvierte er 109 Ligaspiele. Ende 2012 beendete er seine Karriere als Fußballspieler.